# Haschou Kerrido
Haschou Kerrido (ur. 2 czerwca 1994) – kameruński piłkarz grający na pozycji bramkarza. Od 2022 jest zawodnikiem klubu Union Duala.

## Kariera klubowa
Swoją karierę piłkarską Kerrido rozpoczął w klubie Unisport Bafang. W sezonie 2015 zadebiutował w jego barwach w pierwszej lidze kameruńskiej. W latach 2016–2019 grał w Les Astres FC, a w sezonie 2019/2020 był piłkarzem gwinejskiego CI Kamsar. W 2021 grał w PWD Bamenda, z którym zdobył Puchar Kamerunu, a następnie przeszedł do kongijskiego SM Sanga Balende. W 2022 został piłkarzem Unionu Duala.

## Kariera reprezentacyjna
W reprezentacji Kamerunu Kerrido zadebiutował 16 stycznia 2021 w wygranym 1:0 meczu Mistrzostw Narodów Afryki 2020 z Zimbabwe, rozegranym w Jaunde.